# Badger Island (Tasmanien)
Badger Island ist die größte Insel der Chappell-Inseln innerhalb des Furneaux-Archipel, der zum australischen Bundesstaat Tasmanien gehört. Sie liegt im Zentrum der Chappell-Inseln zwischen der Hauptinsel Tasmaniens und Victoria in der Bass-Straße, westlich von Flinders und Cape Barren Island.
Aborigines nutzten die Insel seit mindestens 20.500 Jahren, unter anderem um sich von dort brütenden Vögeln (mutton birds) zu ernähren. Mit der Entdeckung der Bass-Straße durch George Bass und Matthew Flinders im Jahr 1798 kamen Europäer in die Gegend, um die natürlichen Ressourcen auszubeuten. Zunächst kamen Robbenfänger, die, nachdem die Robbenkolonien 1838 erschöpft waren, in das Mutton-Bird-Geschäft umschwenkten. Auf nahen Inseln lebende Familien betrieben dieses bis in die 1950er weiter, die letzte Saison war 1975. Außerdem wurden seit den 1860ern Schafe auf der Insel gehalten.
Durch diese Nutzungen wurde die ursprünglich bewaldete Insel in Mitleidenschaft gezogen: Schafe zertrampelten Vogelnester, die einheimische Vegetation litt, stattdessen wurden fremde Pflanzen und Tiere eingeschleppt. 1995 wurde die Insel an die Aborigine-Community übergeben; seit dem Jahr 2000 ist sie ein Aborigine-Schutzgebiet (Indigenous Protected Area).